# 山口森三
山口 森三（やまぐち しんぞう、1907年〈明治40年〉8月15日 - 2002年〈平成14年〉2月23日）は、昭和時代戦後の政治家、初代藤枝市長。藤枝市名誉市民。勲四等旭日小綬章受章。

## 経歴
1907年8月、静岡県志太郡大富村中新田の大畑貞吉の三男として生まれる。1920年（大正9年）大富小学校尋常科卒業。1925年（大正14年）静岡県立静岡中学校卒業。静岡高等学校 (旧制)を経て、東京帝国大学を卒業。1932年(昭和7年)代議士山口忠五郎の養子となる。同年、陸軍経理部幹部候補生として、名古屋歩兵第6連隊に入隊。年末除籍。1933年(昭和8年)大同電力に入社。1941年(昭和16)年召集、名古屋停車場司令部、名古屋地区鉄道司令部を経て、1945年(昭和20年)12月召集解除（陸軍主計大尉）。1947年(昭和22年)焼津の昭和水産工業専務取締役、1951年(昭和26年)、西益津村長。1954年(昭和29年)、藤枝町長を経て初代藤枝市長（6期22年）。静岡県サッカー協会会長、静岡県茶手揉保存会会長を歴任。1977年(昭和52年)、藤枝市名誉市民第一号。1978年(昭和53年)、勲四等旭日小綬章受章。2002年(平成14年)2月23日死去（94歳）。
市庁舎、市民会館、文化センター、市民グラウンド、志太病院、焼却場の建設、大工場の誘致、金属工業団地の建設などの事業を推進し、藤枝市の基盤づくりを行なった。

## 親族
- 子　山口芳忠（サッカー選手）1968年メキシコシティーオリンピック日本代表、銅メダル